# Orlando Brandes
Mons. Orlando Brandes (* 13. dubna 1946, Urubici) je brazilský římskokatolický duchovní a metropolitní arcibiskup Aparecidy.

## Život
Narodil se 13. dubna 1946 v Urubici.
Vstoupil do kněžského semináře João Vianney v diecézi Lages. Po studiu na Papežské katolické univerzitě v Paraně, pokračoval ve studiu teologie na Papežské univerzitě Gregoriana a Papežské akademii Alfonsiana. Dne 6. července 1974 byl vysvěcen na kněze.
Dne 9. března 1994 jej papež Jan Pavel II. jmenoval biskupem Joinville. Biskupské svěcení proběhlo 5. června 1994. Hlavním světitelem byl biskup João Oneres Marchiori. Spolusvětiteli byli arcibiskup Eusébio Oscar Scheid a biskup Gregório Warmeling. 
Dne 10. května 2006 byl ustanoven arcibiskupem Londriny a 16. listopadu 2016 arcibiskupem Aparecidy.
Od 17. května 2019 do 20. listopadu 2019 byl apoštolským administrátorem diecéze Limeira.